# Дијего Годин
Дијего Роберто Годин Леал (шп. Diego Roberto Godín Leal; Росарио, 16. фебруар 1986) професионални је уругвајски фудбалер који наступа за Велез Сарсфилд и репрезентацију Уругваја на позицији одбрамбеног играча.

## Клупска каријера
Годин је своју каријеру започео у уругвајском Серу (C.A. Cerro). Ту је постао један од најбољих одбрамбених играча у историји овог клуба. Након тога, Годин је отишао у Насионал, један од највећих клубова у Уругвају. Након годину дана проведених у овом клубу, Годин је потписао петогодишњи уговор са Виљареалом. Дана 4. августа 2010. је потписао петогодишњи уговор са шпанским фудбалским клубом Атлетико Мадридом, након што су два клуба договорила почетну накнаду за коју се верује да износи 8 милиона евра. Године 2019. је прешао у Интер, да би након само једне сезоне напустио клуб и 2020. потписао за Каљари.

## Репрезентативна каријера
За репрезентацију Уругваја дебитовао је у пријатељској утакмици против Мексика. Наступао је на Јужноамеричком првенству у фудбалу у Венецуели 2007. и Светском првенству 2010. у Јужноафричкој Републици. 2010. је играо на првом мечу против Француске (0:0) у Кејптауну и играо у четири меча за евентуално полуфинале. Наступао је и на Светским првенствима 2014. у Бразилу и 2018. у Русији.

## Трофеји

### Клупски
Атлетико Мадрид
- Првенство Шпаније (1) : 2013/14.
- Куп Шпаније (1) : 2012/13.
- Суперкуп Шпаније (1) : 2014.
- Лига шампиона : финале 2013/14. и 2015/16.
- Лига Европе (2) : 2011/12, 2017/18.
- УЕФА суперкуп (3) : 2010, 2012, 2018.

Интер
- Лига Европе : финале 2019/20.

### Репрезентативни
Уругвај
- Амерички куп (1) : 2011.